# Toffen
Toffen is een gemeente en plaats in het Zwitserse kanton Bern, en maakt deel uit van het district Bern-Mittelland.
Toffen telt 2.546 inwoners.